# Taurin
Taurin är en organisk syra (ett derivat av aminosyran cystein) som hos människor bildas i kroppen. Brist på taurin hos människor kan till exempel visa sig som hjärtklappning och påverkar också leverfunktionen. Namnet kommer från latinets taurus för tjur (från grekiska ταῦρος. tauros), då ämnet först upptäcktes i gallan på en oxe (Bos taurus) av de tyska kemisterna Friedrich Tiedemann och Leopold Gmelin år 1827. 
Vissa djur bildar själva taurin i kroppen, men till exempel katter gör det inte. Det är därför av stor vikt att katter får mat som innehåller taurin, eftersom taurinbrist gör dem blinda. Kattmat som säljs i butik är därför i allmänhet berikad med syntetiskt taurin.  
I nervsystemet verkar taurin som en signalsubstans, genom att interagera med det glycinerga systemet, glutamat och GABA. Taurin verkar också fylla en funktion i regleringen av hjärnvolymen.   Det utgör ett skydd mot glutamatinducerad excitotoxicitet, påverkar osmosen, och deltar i kalciumomsättningen.
Ämnet förekommer i alla animaliska livsmedel, främst i rött kött och särskilt i hjärtmuskeln.

## Framställning
Taurin framställs syntetiskt av etenoxid (C2H4O) och natriumvätesulfit (NaHSO3).
{\displaystyle {\rm {C_{2}H_{4}O+NaHSO_{3}+H_{2}O\rightarrow C_{2}H_{4}SO_{2}(OH)_{2}+NaOH}}}
Reaktionen ger isetionsyra (C2H4SO2(OH)2) och natriumhydroxid (NaOH). Isetionsyra bildar taurin när den får reagera med ammoniak (NH3).
{\displaystyle {\rm {C_{2}H_{4}SO_{2}(OH)_{2}+NH_{3}\rightarrow NH_{2}C_{2}H_{4}SO_{2}OH+H_{2}O}}}

## Användning
Ämnet är en populär ingrediens i energidrycker, där det framställs på syntetisk väg.
År 2006 väckte några fallrapporter misstankar om att taurin i kombination med alkohol kunde vara orsak till plötsliga dödsfall hos unga människor. En genomgång av vetenskaplig litteratur publicerad 2008 drog slutsatsen att de mängder taurin som ingår i populära energidrycker ligger långt under de värden för vilka man kan förvänta sig positiv eller negativ effekt.
År 2023 uppmärksammades en studie som anges visa att tillskott av taurin kan fördröja åldrande hos möss. Det finns inget stöd för sådana effekter hos människor, medan det är känt att överdriven konsumtion kan ge störningar i hjärtrytmen.